# Kaoru Maruyama
Pour les articles homonymes, voir Maruyama.
Kaoru Maruyama (丸山 薫), né le 8 juin 1899 - mort le 21 octobre 1974) est un poète japonais.

## Biographie
Fils d'un haut fonctionnaire, il change souvent de résidence durant son enfance en raison de l'occupation de son père. Une croisière dans le port de Yokohama en 1911 suscite son enthousiasme pour la mer, thème central de ses œuvres ultérieures. Dans l'espoir d'une carrière de capitaine de navire il commence en 1918 une formation à l'académie de commerce maritime, mais il n'est cependant pas à la hauteur des exigences physiques.
À partir de 1921, il étudie la littérature française à Kyoto puis, à partir de 1926, à l'université de Tokyo. Sous l'influence des œuvres de Edgar Allan Poe, Oscar Wilde et Sakutarō Hagiwara, il a déjà décidé à ce moment-là d'embrasser une carrière d'écrivain. En 1932 paraît son premier recueil de poèmes Ho Rampu Kanome. En tant qu'écrivain pour le magazine Shiki, il entre en contact avec les cercles littéraires de Tokyo.
Deux autres volumes de poésie sont publiés en 1935. Pour le deuxième, Yōnen, il est lauréat du prix Bungei Hanron de poésie. Il est invité en 1941 à participer en tant que correspondant à une croisière de formation pour aspirants en Chine. L'expérience de ce voyage se retrouve dans les poèmes Tenshō naru Tokoro.
L'entrée du Japon dans la guerre met un terme à la carrière littéraire de Maruyama. De 1945 à 1948, il vit dans le nord du Japon. Puis il s'installe à Toyohashi, ville natale de son épouse Takai Miyoko (高井三四子), où il travaille comme professeur de littérature japonaise moderne, et publie ses derniers grands volumes de poésie.

## Œuvres (sélection)
- Ho – Rampu – Kanome (帆・ランプ・鴎), 1932
- Tsuru no Sōshiki (鶴の葬式), 1935
- Yōnen (幼年), 1935
- Ichinichishū (一日集), 1936
- Busshō Shishū (物象詩集), 1941
- Namida shita Kami (涙した神), 1942
- Tenshō naru Tokoro (点鐘鳴るところ), 1943
- Tsuyoi Nippon (つよい日本), 1944
- Kitaguni (北国), 1946
- Senkyō (仙境), 1948
- Aoi Kokuban (青い黒板), 1948
- Hana no Shin (花の芯), 1948
- Seishun Fuzai (青春不在), 1952
- Tsuresarareta Umi (連れ去られた海), 1962
- Tsuki Wataru (月渡る), 1972
- Ari no iru Kao (蟻のいる顔), 1973
- Maruyama Kaoru Zenshū (丸山薫全集), 1976-77

Ses œuvres ont été traduites en anglais par Robert Epp.